# Кодові імена (настільна гра)
Кодові імена (англ. Codenames) — це настільна гра для вечірок чеського автора Владіміра Хватіла, видана у 2015 році чеським видавництвом Czech Games Edition. Це гра, що базується на словесних асоціаціях і призначена для двох команд, у кожній з яких може бути двоє або більше гравців. Гра здобула загалом 38 номінацій на різноманітні нагороди, з яких виграла 29, включаючи німецьку премію Spiel des Jahres в основній категорії (ця німецька нагорода є еквівалентом Оскарів у настільній грі). Кодові імена є єдиною оригінальною чеською грою, яка здобула цю нагороду за весь час її вручення (премію присуджують з 1979 року). В Україні локалізована видавництвом «Feelindigo».
Кодові імена отримали теплий прийом не тільки серед оглядачів настільних ігор та інфлюенсерів, але й серед самих гравців. Гра була перекладена на 46 мов і продана у кількості понад 12 мільйонів екземплярів, що робить її однією з найбільш продаваних настільних ігор у світі.
З часом з'явилося кілька інших версій гри — Кодові імена: Зображення, Дуель та кілька ліцензованих версій на основі популярних брендів (як-от Disney, Marvel, Сімпсони або Гаррі Поттер).

## Ігровий процес
На столі розкладаються 25 карток зі словами (у сітці 5x5). Гравці діляться на дві команди, і кожна команда обирає одного головного шпигуна. Обидва шпигуни мають перед собою спільну картку, за допомогою якої вони бачать ідентичність окремих слів (слова можуть представляти агентів кожної з команд, випадкових перехожих або найманого вбивцю). Команди по черзі роблять ходи.
У кожній команді головний шпигун дає своїй команді однословну підказку, до якої додає число. Це число вказує на кількість слів на столі, пов'язаних з даною підказкою (наприклад, «дерево 3» означає, що гравці шукають 3 слова, пов'язаних за значенням зі словом дерево). Інші члени команди намагаються вгадати слова, обговорюючи їх між собою (навпаки, головні шпигуни не можуть більше нічого говорити або натякати).
Поки команді вдається знаходити своїх агентів, вона продовжує свій хід. Якщо вони неправильно вкажуть слово, яке належить іншій команді або випадковому перехожому, хід завершується і переходить до іншої команди. Якщо команда вкаже на слово, що представляє найманого вбивцю, гра негайно закінчується і команда, яка зробила це, програє.
Виграє та команда, яка першою зможе позначити всіх своїх агентів.

## Розробка гри
У той час як деякі ігри розробляються місяцями і навіть роками, базова концепція Кодових імен прийшла до їхнього дизайнера Влаади Хватіла за один вечір під час заходу настільних ігор на початку 2015 року. Наступного ранку він записав кілька слів на папірці та представив гру своїм колегам. Базова концепція майже не змінилася з того часу. Найбільшим доповненням була, ймовірно, карта найманого вбивці.
Подальша розробка гри зайняла кілька місяців. Найбільшим викликом був правильний вибір слів на картках. Необхідно було ретельно обирати слова, які мають кілька значень, викликають цікаві асоціації, не є надто загальними, і з ними було б цікаво грати.
Готова гра була вперше представлена того ж року на найбільшій американській виставці настільних ігор Gen Con 2015, де гра отримала великий резонанс і позитивні відгуки.

## Кодові іменау освіті
Гра в Кодові імена допомагає студентам краще запам'ятовувати словниковий запас мови, яку вони вивчають.
У 2022 році після вторгнення Росії в Україну була створена двомовна українсько-чеська версія Кодових імен на підтримку біженців у Чехії. Це був перший випадок, коли у Кодових іменах використовувався словниковий запас двох мов. Гра була створена так, щоб допомогти у вивченні другої мови. Видавець гри Czech Games Edition у співпраці з чеським дистриб'ютором Mindok та іншими партнерами безкоштовно поширював гру у школи, дитячі групи, центри для біженців та серед сімей, які допомагали українським біженцям.

## Інші версії гри

### Кодові Імена: Малюнки
Версія гри, у якій слова замінені чорно-білими багатозначними зображеннями. Крім того, було зменшено сітку (а отже, і кількість карток на столі) з 5x5 до 5x4.

### Кодові імена: Дует
Кодові імена: Дует — спеціально адаптована версія гри для двох гравців (однак грати можна і більшою кількістю гравців). Головна відмінність полягає в тому, що гравці грають кооперативно (всі разом). У цій версії картка ключа (яка визначає ідентичність карток на столі) є двосторонньою. Кожен гравець знає лише частину агентів, яких потрібно знайти. Гравці по черзі дають підказки.

### Кодові імена XXL
Варіанти XXL (у Чехії вийшла лише базова версія, за кордоном також існують XXL варіанти Зображень та Дуелю) являють собою ту ж саму гру (включно зі словами на картках). Проте компоненти значно більші. Кодові імена XXL стануть у пригоді, наприклад, при грі у великій компанії, щоб кожен добре бачив стіл.

### Кодові імена: Дісней
У цій версії є 100 двосторонніх карток, які з одного боку містять зображення, а з іншого — слова з улюблених фільмів і серіалів компаній Disney та Pixar. Гра також містить два набори карт ключів — стандартний і спрощений. Спрощена версія гри підходить для молодших дітей — вона не містить вбивцю, а сітка має розмір лише 4x4 картки.

### Кодові імена: Сімпсони
Правила Кодові імена: Сімпсони залишаються такими ж, як і в класичній грі. Ця версія містить картки із зображеннями з популярного серіалу з одного боку та з іменами та іншими словами зі Сімпсонів з іншого. Гра вийшла лише англійською мовою.

### Кодові імена: Марвел
Як і у випадку з Сімпсонами, це варіація на базову версію Кодових імен, але цього разу з картинками та словниковим запасом зі світу Marvel. Використовуються зображення з коміксів, а не фільмів. Ця версія також вийшла лише англійською мовою.

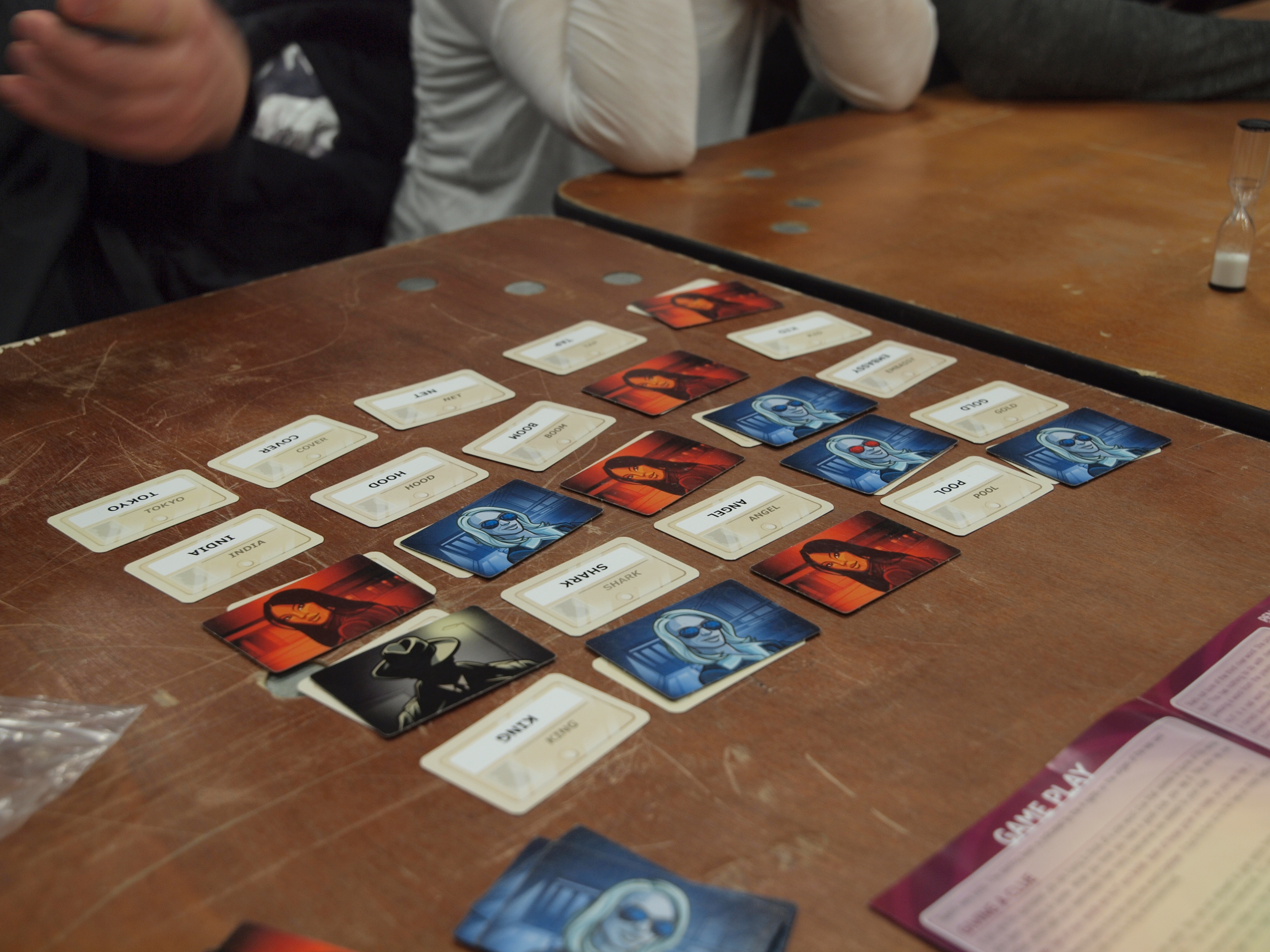
Один з можливих кінців гри — одна з команд знайшла вбивцю (чорна картка) і програє

### Кодові імена: Гаррі Поттер
Кодові імена: Гаррі Поттер — це варіація на Кодові імена: Дуель. Гра містить слова та зображення зі світу Гаррі Поттера, зокрема з екранізацій. Гра доступна лише англійською мовою.

### Кодові імена: Blizzard
Ця версія гри містить зображення та слова з популярних ігор компанії Blizzard. Вона була створена на замовлення самої Blizzard у лімітованій серії як спеціальний різдвяний подарунок для співробітників Blizzard. Випуск гри було доручено видавництву Czech Games Edition, однак гра ніколи не з'явилася у продажу.

## Кодові імена Онлайн
Офіційна веб-версія Кодових імен була створена у відповідь на пандемію коронавірусу. Під час локдаунів не було можливості збиратися разом і грати у великій компанії. Тому видавництво Czech Games Edition підготувало веб-адаптацію Кодових імен і Кодових імен: Дуель та надало її гравцям безкоштовно у 2020 році. Гра дуже швидко після свого випуску стала хітом, і сьогодні має понад 1 250 000 активних гравців щомісяця.
Codenames Online стали популярними серед стрімерів на платформах YouTube та Twitch. Записи ігрового процесу мають понад 35 000 000 переглядів на YouTube, а на Twitch було транслювано понад 9 000 000 годин живого геймплею.

## Нагороди та номінації
| Рік  | Гра                   | Нагорода                                | Категорія                        | Результат  |
| ---- | --------------------- | --------------------------------------- | -------------------------------- | ---------- |
| 2015 | Кодові імена          | Dice Tower Awards                       | Найкраща сімейна гра року        | Переможець |
| 2015 | Кодові імена          | Dice Tower Awards                       | Найкраща гра для вечірок року    | Переможець |
| 2015 | Кодові імена          | Golden Geek Award                       | Найкраща сімейна гра року        | Переможець |
| 2015 | Кодові імена          | Golden Geek Award                       | Найкраща гра для вечірок року    | Переможець |
| 2015 | Кодові імена          | Golden Geek Award                       | Найкраща гра року                | 2 місце    |
| 2015 | Кодові імена          | Origin Awards                           | Найкраща гра року                | Переможець |
| 2016 | Кодові Імена: Малюнки | Golden Geek Award                       | Найкраща сімейна гра року        | Переможець |
| 2016 | Кодові Імена: Малюнки | Golden Geek Award                       | Найкраща гра для вечірок року    | Переможець |
| 2016 | Кодові імена          | Deutscher Spiele Preis                  |                                  | 2 місце    |
| 2016 | Кодові імена          | Gouden Ludo                             | Найкраща сімейна гра             | Переможець |
| 2016 | Кодові імена          | Hra roku                                |                                  | Переможець |
| 2016 | Кодові імена          | Зірка Hrajeme.cz                        |                                  | Переможець |
| 2016 | Кодові імена          | Mensa Be Games Awards                   | Найкраща гра року                | Переможець |
| 2016 | Кодові імена          | Planszova Gra Roku                      | Найкраща гра року                | Переможець |
| 2016 | Кодові імена          | Spiele Hit mit Freunden                 |                                  | Переможець |
| 2016 | Кодові імена          | Spiel des Jahres                        |                                  | Переможець |
| 2016 | Кодові імена          | UK Games Expo Awards                    | Найкраща гра для вечірок         | Переможець |
| 2017 | Кодові імена: Дует    | Golden Geek Award                       | Найкраща гра для двох гравців    | Переможець |
| 2018 | Кодові імена: Дует    | International Gamers Award              | Найкраща гра для двох гравців    | Переможець |
| 2018 | Кодові імена: Дует    | Origins Awards                          | Найкраща сімейна гра             | Номінація  |
| 2018 | Кодові Імена: Малюнки | Hungarian Board Game Award              | Спеціальний приз                 | Переможець |
| 2019 | Кодові імена: Дует    | GEEKS d'OURO                            | Найкраща сімейна/гра для вечірок | Переможець |
| 2020 | Кодові імена Онлайн   | Golden Geek Award                       | Best Board Game App              | Номінація  |
| 2021 | Кодові імена: Дісней  | 5 Seasons Best International Party&Coop |                                  | Номінація  |